# Cunnie Williams
Cunnie Williams (* 17. März 1963 in Los Angeles, Kalifornien; † August 2024) war ein US-amerikanischer R&B-Sänger, dessen Stimme mit der von Barry White verglichen wird.

## Leben
Nachdem Williams zunächst 20 Jahre Basketball gespielt hatte, begann er seine Musikkarriere und veröffentlichte 1995 sein Debütalbum Comin’ from the Heart of the Ghetto.
In Deutschland hatte er beim deutschen Soul-Musik-Festival Baltic Soul Weekender 2022 einen Auftritt. Am 21. August 2024 meldete sein Plattenlabel Peppermint Jam Records über Instagram seinen Tod.

## Diskografie (Auswahl)

### Alben
- 1995: Comin’ from the Heart of the Ghetto
- 1996: Love Starved Heart
- 1999: Star Hotel
- 2002: Night Time in Paris
- 2004: Inside My Soul
- 2008: No Place Like Home

### Compilations
- 2008: Best Of

### Singles
- 1994: The World Keeps Fallin’
- 1994: Suddenly It’s Magic
- 1996: Take You Higher
- 1998: Saturday feat. Monie Love
- 1999: A World Celebration feat. Heavy D
- 2000: Life Goes On
- 2000: Spirit
- 2000: With Or Without You
- 2002: Come Back to Me
- 2002: War Song
- 2003: Everything I Do
- 2004: Superstar
- 2009: Saturday 2009 feat. Monie Love
- 2019: Stop Breaking My Heart